# شهرستان مور (مینه‌سوتا)
شهرستان مور، مینه‌سوتا (به انگلیسی: Mower County, Minnesota) شهرستانی در ایالات متحده آمریکا است که در مینه‌سوتا واقع شده‌است.